# Vockerode-Dinkelberg
Vockerode-Dinkelberg ist ein Stadtteil von Spangenberg im nordhessischen Schwalm-Eder-Kreis.

## Geographische Lage
Vockerode-Dinkelberg liegt etwa 4,2 km (Luftlinie) nordöstlich des Zentrums der Kernstadt von Spangenberg. Es ist von Wald umgeben und wird, nach Einmünden des kleinen Weidelbachs, vom Vockebach durchflossen. Durch das Dorf verläuft die Landesstraße 3249. Westlich der Ortschaft liegt das 1992 gegründete und 15,03 ha große Naturschutzgebiet Wacholderheide bei Vockerode-Dinkelberg (NSG-Nr. 166111).

## Geschichte

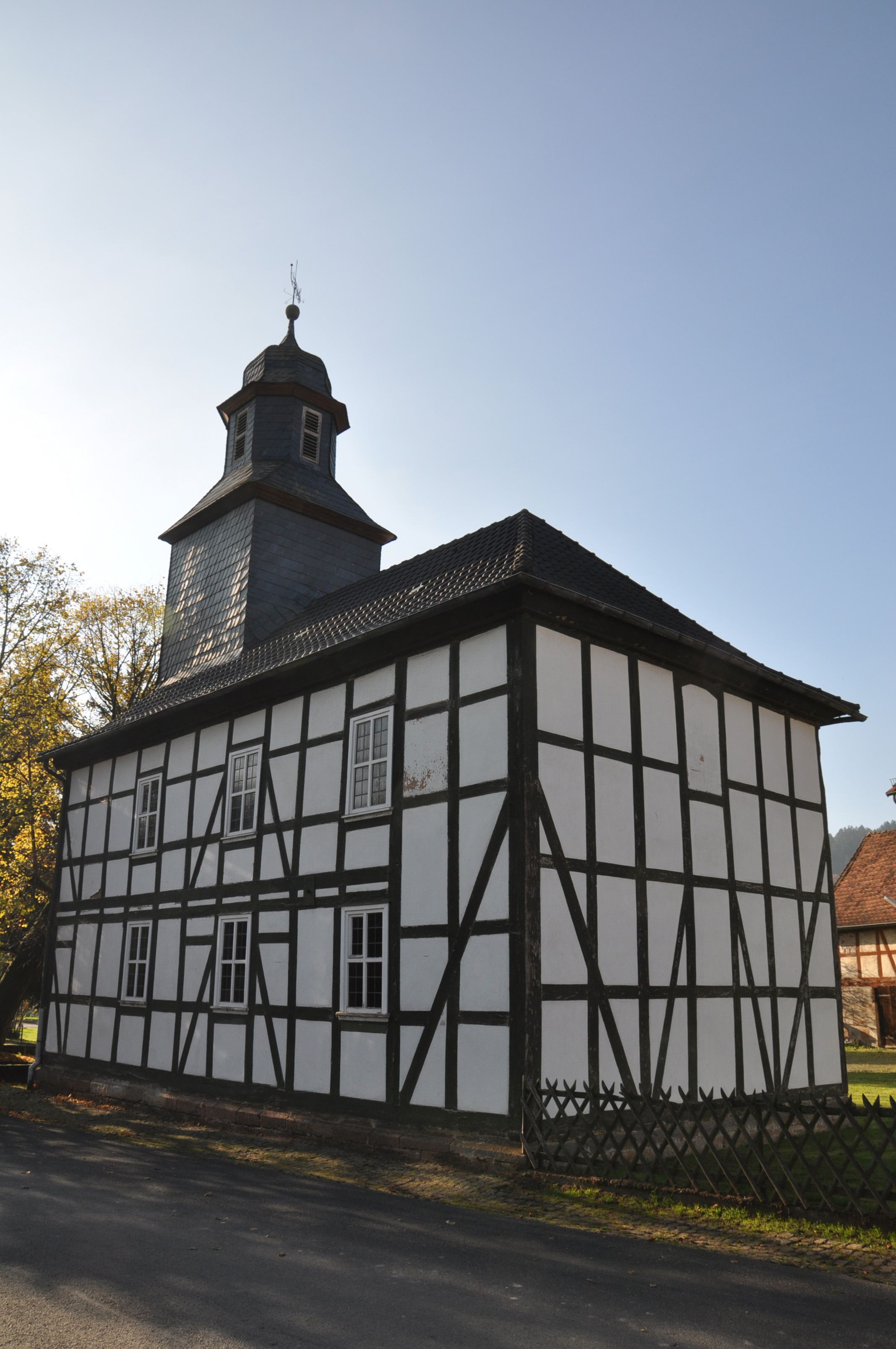
Ev. Kirche in Vockerode-Dinkelberg

Die älteste bekannte Erwähnung von Vockerode erfolgte im Jahr 1266 unter dem Namen „Vockenrode“ in einer Urkunde des Klosters Haydau. Die von Dinkelberg im Jahr 1371 unter dem Namen „Tinckelberger“. Beide Dörfer kam 1530, zusammen mit Schnellrode und Weidelbach, im Tausch gegen Quentel vom Amt Lichtenau zum Amt Spangenberg. Nach 1821 wurden Vockerode und Dinkelberg unter der Bezeichnung Vockerode-Dinkelberg als Einheit verwaltet.
Die bis dahin selbständige Gemeinde Vockerode-Dinkelberg wurde zum 1. Februar 1971 im Zuge der Gebietsreform in Hessen auf freiwilliger Basis als Stadtteil in die Stadt Spangenberg eingemeindet. Für Vockerode-Dinkelberg wurde ein Ortsbezirk mit Ortsbeirat und Ortsvorsteher nach der Hessischen Gemeindeordnung gebildet.

## Bevölkerung
Einwohnerstruktur 2011
Nach den Erhebungen des Zensus 2011 lebten am Stichtag dem 9. Mai 2011 in Vockerode-Dinkelberg 126 Einwohner. Darunter waren keine Ausländer. Nach dem Lebensalter waren 9 Einwohner unter 18 Jahren, 51 zwischen 18 und 49, 27 zwischen 50 und 64 und 36 Einwohner waren älter. Die Einwohner lebten in 54 Haushalten. Davon waren 9 Singlehaushalte, 18 Paare ohne Kinder und 21 Paare mit Kindern, sowie 3 Alleinerziehende und keine Wohngemeinschaften. In 15 Haushalten lebten ausschließlich Senioren und in 30 Haushaltungen lebten keine Senioren.
Einwohnerentwicklung
Vockerode
- 1585: 15 Haushaltungen[3]
- 1747: 30 Haushaltungen[3]

Dinkelberg
- 1585: 11 Haushaltungen
- 1885: 5 Häuser mit 34 Bewohnern[3]
- 1895: 9 Häuser mit 55 Bewohnern[3]

| Vockerode-Dinkelberg: Einwohnerzahlen von 1834 bis 2019 | Vockerode-Dinkelberg: Einwohnerzahlen von 1834 bis 2019 | Vockerode-Dinkelberg: Einwohnerzahlen von 1834 bis 2019 | Vockerode-Dinkelberg: Einwohnerzahlen von 1834 bis 2019 | Vockerode-Dinkelberg: Einwohnerzahlen von 1834 bis 2019 |
| --- | ------------------------------------------------------- | ------------------------------------------------------- | ------------------------------------------------------- | ------------------------------------------------------- |
| Jahr |                                                         |                                                         |                                                         | Einwohner                                               |
| 1834 | 1834                                                    |                                                         | 252                                                     | 252                                                     |
| 1840 | 1840                                                    |                                                         | 269                                                     | 269                                                     |
| 1846 | 1846                                                    |                                                         | 266                                                     | 266                                                     |
| 1852 | 1852                                                    |                                                         | 239                                                     | 239                                                     |
| 1858 | 1858                                                    |                                                         | 216                                                     | 216                                                     |
| 1864 | 1864                                                    |                                                         | 206                                                     | 206                                                     |
| 1871 | 1871                                                    |                                                         | 180                                                     | 180                                                     |
| 1875 | 1875                                                    |                                                         | 187                                                     | 187                                                     |
| 1885 | 1885                                                    |                                                         | 163                                                     | 163                                                     |
| 1895 | 1895                                                    |                                                         | 163                                                     | 163                                                     |
| 1905 | 1905                                                    |                                                         | 151                                                     | 151                                                     |
| 1910 | 1910                                                    |                                                         | 146                                                     | 146                                                     |
| 1925 | 1925                                                    |                                                         | 158                                                     | 158                                                     |
| 1939 | 1939                                                    |                                                         | 148                                                     | 148                                                     |
| 1946 | 1946                                                    |                                                         | 286                                                     | 286                                                     |
| 1950 | 1950                                                    |                                                         | 246                                                     | 246                                                     |
| 1956 | 1956                                                    |                                                         | 193                                                     | 193                                                     |
| 1961 | 1961                                                    |                                                         | 162                                                     | 162                                                     |
| 1967 | 1967                                                    |                                                         | 178                                                     | 178                                                     |
| 1971 | 1971                                                    |                                                         | 152                                                     | 152                                                     |
| 1980 | 1980                                                    |                                                         | ?                                                       | ?                                                       |
| 1990 | 1990                                                    |                                                         | ?                                                       | ?                                                       |
| 2000 | 2000                                                    |                                                         | ?                                                       | ?                                                       |
| 2011 | 2011                                                    |                                                         | 126                                                     | 126                                                     |
| 2019 | 2019                                                    |                                                         | 123                                                     | 123                                                     |
| Datenquelle: Historisches Gemeindeverzeichnis für Hessen: Die Bevölkerung der Gemeinden 1834 bis 1967. Wiesbaden: Hessisches Statistisches Landesamt, 1968. Weitere Quellen: LAGIS; Stadt Spangenberg:; Zensus 2011 |                                                         |                                                         |                                                         |                                                         |

Historische Religionszugehörigkeit
| • 1885: | 163 evangelische (= 100 %) Einwohner                             |
| • 1961: | 157 evangelische (= 96,91 %), 5 katholische (= 3,09 %) Einwohner |

## Politik
Dem Ortsbeirat gehören 5 Personen an, alle standen auf der Liste der Gemeinschaftsliste Vockerode-Dinkelberg. Bei der Kommunalwahl 2021 lag die Wahlbeteiligung bei 71,70 %. Ortsvorsteher ist Jens Schiller.

## Brauchtum
Die Einwohner Vockerode-Dinkelbergs haben zwei Spitznamen:
- Dinkelberg: Die Dinkelberger werden „Tintensäcke“ gerufen, da sie früher der Heidelbeere auf „Die Hute“ gingen.
- Vockerode: Die Vockeröder werden „Kloppestöcke“ gerufen, da die Kirche auf dem Kirchberg wieder aufgebaut werden sollte und dies die Vockeröder verhindern wollten, da der Kirchberg zu Dinkelberg gehörte, stahl man Nachts das Bauholz. Die Dinkelberger wiederum versuchten in der darauffolgenden Nacht, sich dieses Holz wiederzuholen, was die Vockeröder mit Dreschflegeln u. ä. zu verhindern wussten.